# ویکتور ویلیامز (هنرپیشه)
ویکتور ویلیامز (انگلیسی: Victor Williams؛ زادهٔ ۱۹ سپتامبر ۱۹۷۰) یک هنرپیشه اهل ایالات متحده آمریکا است. وی از سال ۱۹۹۶ میلادی تاکنون مشغول فعالیت بوده‌است.
او در فیلم سرزمین عادات ثابت بازی کرده‌است.